# Helsingforskonventionen

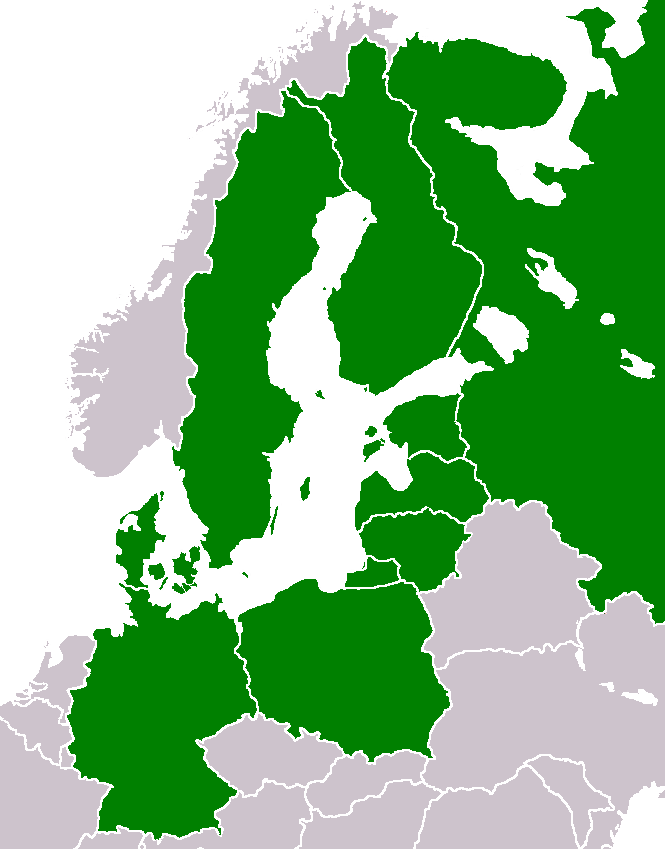
Karta över Helsingforskonventionens medlemsländer

Helsingforskonventionen, tidigare benämnd Östersjökonventionen är en överenskommelse mellan Östersjöns strandstater om att värna miljön i Östersjön. Den omfattar Östersjön, Öresund, Bälthavet och Kattegatt upp till latituden genom Skagen, dvs. ungefär i höjd med Göteborg. Den första konventionen för att skydda Östersjöns miljö skrevs 1974 då även Helsingforskommissionen, HELCOM bildades. Den ersattes 1992 av en ny konvention som trädde i kraft i januari 2000. Helsingforskonventionen riktar sig inte till enskilda, utan till respektive medlemsstat som skall omsätta konventionens intentioner i nationell lagstiftning.
För att samordna arbetet finns ett sekretariat, HELCOM, beläget i Helsingfors.

## Konventionens innehåll
De undertecknande staterna förbinder sig att använda principerna Bästa tillgängliga teknik (BAT), Polluter Pays Principle (PPP) samt Försiktighetsprincipen. 
Konventionen syftar till att minska föroreningarna, och omfattar bland annat följande föroreningskällor:
- Föroreningar från landbaserade källor
- Föroreningar från fartyg
- Föroreningar från förbränning
- Dumpning
- Föroreningar från utforskning och utvinning på havsbotten

## Helsingforskommissionen HELCOM
Helsingforskommissionen, förkortat HELCOM, är det styrande organet i "Konventionen om skydd av Östersjöområdets marina miljö". I HELCOM ingår de nio Östersjöstaterna samt EU. Huvudkontoret ligger i Helsingfors. HELCOM:s huvudsyfte är att skydda Östersjön från alla föroreningskällor och att säkerställa säker navigation. HELCOM har beslutat om en Aktionsplan för Östersjön, HELCOM Baltic Sea Action Plan (BSAP), med syfte att återställa god ekologisk status i Östersjön till 2021. 

HELCOM har fem permanenta arbetsgrupper:
- GEAR arbetar med integrering av ekosystemansatsen i havsmiljöarbetet, samt regional samordning av ländernas marina strategier och BSAP. Havs- och vattenmyndigheten representerar och ansvarar för Sveriges medverkan i gruppen.
- MARITIME arbetar med frågor som syftar till att förhindra föroreningar från fartyg. Transportstyrelsen representerar och ansvarar för Sveriges medverkan i gruppen.
- PRESSURE arbetar med frågor som rör minskad belastning av tillförsel av näringsämen, farliga ämnen och marint skräp till den marina miljön. Havs- och vattenmyndigheten representerar och ansvarar för Sveriges medverkan i gruppen.
- RESPONSE arbetar bland annat med beredskap och förebyggande åtgärder för att minimera risker med sjöfart. Kustbevakningen representerar och ansvarar för Sveriges medverkan i gruppen.
- STATE AND CONSERVATION arbetar med övervakning och statusbedömningar samt frågor som rör bevarade av natur och skydd av den biologiska mångfalden. Havs- och vattenmyndigheten representerar och ansvarar för Sveriges medverkan i gruppen.

Arbetsgrupperna tar fram förslag och strategier som sedan beslutas på möten i HELCOM:s styrgrupp ("Heads of Delegation, HoD") där delegationsledare från respektive medlemsland deltar. Styrgruppen träffas två gånger om året. HELCOM antar rekommendationer för skydd av den marina miljön och tar beslut om budget. Kommissionen träffas årligen och beslut fattas i konsensus. Vart tredje år hålls ett ministermöte.
Ordförandeskapet för HELCOM är tvåårigt, och roterar bland medlemmarna i turordning med deras namn på engelska.
- 2014–2016 Estland
- 2016–2018 Europeiska unionen
- 2018–2020 Finland
- 2020–2022 Tyskland
- 2022–2024 Lettland
- 2024–2026 Litauen
- 2026-2028 Polen
- 2028–2030 Ryssland
- 2030–2032 Sverige